# Rungkut Menanggal
Rungkut Menanggal is een bestuurslaag in het regentschap Soerabaja van de provincie Oost-Java, Indonesië. Rungkut Menanggal telt 15.484 inwoners (volkstelling 2010).